# Les Flèches des cathédrales
 (août 2019).
Les Flèches des cathédrales est une sculpture monumentale en métal, réalisée par Georges Saulterre et installée en 1989 en bordure de l'A10 sur le territoire de Forges-les-Bains. D'une hauteur de 21 mètres elle pèse 30 tonnes. En 1998, la sculpture était mentionnée dans le Livre Guinness des records comme étant « la sculpture la plus haute faite par un homme ». Elle a été acquise par Cofiroute.
Georges Saulterre est considéré comme un spécialiste de l'art monumental, il est aussi le créateur, entre autres, de Sur la trace des Vikings.

## Inspiration
« Mon inspiration est minérale. Elle vient peut être des roches, de la terre. J’aime le mystère calme et ordonné de la géologie, sa pérennité. J’aime les architectures naturelles, l’organisation fascinante des cristaux, l’agrégat composite de cubes de pyrite, le quartz et le minerai… Ils me stimulent comme la pomme de Newton ou les pommes de Cézanne ; ils mettent mon imagination au travail. Je voudrais que mes œuvres évoquent cette même perfection, cet équilibre esthétique où se mêlent le hasard des contingences et les nécessités structurelles.
Toutes les matières sont belles, mais je préfère le métal : c’est le squelette et la peau de mes sculptures monumentales. Il me permet de concilier les exigences de la technique et le plaisir tactile et visuel des surfaces polies. Je n’aime pas la fantaisie, mais la force, les formes vives, les masses aux arêtes tranchantes et nettes comme celles du cristal. C’est là le trait constant de mes créations depuis plusieurs années : du Signal des Alpes, des Flèches des cathédrales jusqu’à Sur la trace des vikings. »